# Goniastes
 (avril 2020).
Genre
Goniastes est un genre de coléoptères de la famille des Staphylinidae et de la sous-famille des Pselaphinae.

## Liste des espèces
Le genre comprend les espèces suivantes :
- Goniastes adisi Comellini, 1981
- Goniastes amazonicus Comellini, 1981
- Goniastes boliviensis Comellini, 1981
- Goniastes brasiliensis Comellini, 1981
- Goniastes guyanensis Comellini, 1981
- Goniastes paraguayensis Comellini, 1981
- Goniastes simplex Comellini, 1981
- Goniastes sulcifrons Westwood, 1870

## Taxinomie
Le genre est décrit en 1870 par l'entomologiste John Obadiah Westwood.